# Гебхард Вернер фон дер Шуленбург
Гебхард Вернер фон дер Шуленбург (на немски: Gebhard Werner Graf von der Schulenburg; * 20 декември 1722, дворец Волфсбург; † 25 август 1788, дворец Волфсбург) е граф от род фон дер Шуленбург. На 28 години става дворцов маршал в пруския двор при Фридрих Велики до смъртта му през 1786 г. Той основава „клона Волфсбург“ на клон Бетцендорф на благородническия род фон дер Шуленбург.

## Биография
Той е четвъртият от 15 деца на граф Адолф Фридрих фон дер Шуленбург (* 5 декември 1685; † 10 април 1741, убит в битка) и съпругата му Анна Аделхайд Катарина фон Бартенслебен (1699 – 1756), единствена наследница на фамилията Бартенслебен и дворец Волфсбург, дъщеря на Гебхард Вернер фон Бартенслебен и Анна Елизабет фон Боденхаузен. Внук е на Фридрих Ахац фон дер Шуленбург (1647 – 1701) и Маргарета Гертруд фон дер Шуленбург (1659 – 1697), дъщеря на Густав Адолф фон дер Шуленбург (1632 – 1691). Брат е на граф Фридрих Август I фон дер Шуленбург (1727 – 1797), граф Ахац Вилхелм фон дер Шуленбург (1738 – 1808), граф Албрехт Лудвиг фон дер Шуленбург (1741 – 1784), и София Фридерика Шарлота фон дер Шуленбург (1725 – 1772) омъжена за Георг Лудвиг I фон дер Шуленбург (1719 – 1774).
Баща му Адолф Фридрих е издигнат на имперски граф на 7 декември 1728 г. във Виена.
През 1743 г., на 21-годишна възраст, Гебхард Вернер започва да следва в университета в Хелмщет и по-късно в Лайпциг, където е приет в масонската ложа. През 1746 г. става пруски съветник в легацията и през 1750 г., едва 28-годишен, става дворцов маршал при Фридрих Велики. Още баща му Адолф Фридрих има доверена връзка с Фридрих Вилхелм I Пруски. Гебхард Вернер е на високополитически мисии като дипломат на краля.
Граф Гебхард Вернер живее през последните си години в дворец Волфсбург. Той е погребан през 1788 г. във фамилната гробница на рода му в църквата Св. Мария близо до двореца. Неговият наследник е най-големият му син Карл Фридрих Гебхард фон дер Шуленбург.

## Фамилия
Гебхард Вернер фон дер Шуленбург се жени на 10 февруари 1757 г. в Харбке за София Шарлота фон Велтхайм (* 26 януари 1735, Харбке; † 13 ноември 1793, Брауншвайг), дъщеря на Фридрих Август фон Велтхайм (1709 – 1775) и фрайин Мария Анна Катарина Камейтски фон Елстиборс (1709 – 1760). Те имат децата:
- Анна Мария фон дер Шуленбург (* 1 декември 1752, Волфенбютел; † 20 март 1820, Майздорф), омъжена на 8 октомври 1777 г. във Волфсбург за Ахац Фердинанд фон дер Асебург (* 20 юли 1721, Майздорф; † 13 март 1797, Брауншвайг)
- Карл Фридрих Гебхард фон дер Шуленбург (* 21 март 1763, Брауншвайг; † 25 декември 1818, Волфсбург), граф, женен на 17 септември 1789 г. във Волфсбург за Анна Кристиана Вилхелмина фон Мюнххаузен (* 8 април 1769, Катленбург; † 21 март 1832, Волфсбург)
- Юлиана Каролина фон дер Шуленбург (* 7 август 1764, Волфсбург; † 13 юли 1803, Рьота), омъжена на 27 юли 1783 г. във Волфсбург за фрайхер Йохан Георг Фридрих фон Фризен (* 28 април 1757, Рьота; † 18 януари 1824, Дрезден)
- Лудвиг Вилхелм Вернер фон дер Шуленбург (* 20 януари 1768; † 21 юни 1811), граф, женен за Каролина Хенриета Ернестина фон дер Траутенберг-фон Байерн (* 6 февруари 1772; † 31 март 1832)
- Ханс Гюнтер Вернер фон дер Шуленбург (* 17 фрвруари 1777; † 14 октомври 1806, Ауерщет), граф, женен за фрайин Каролина Якобина София фон Фризен (* 7 октомври 1781; † 1856)